# Foso de acero
Foso de acero (título original: Ring of Steel) es una película estadounidense de acción y drama de 1994, dirigida por David Frost, que a su vez la escribió junto a Robert Chapin, musicalizada por Jeff Beal, en la fotografía estuvo MacKenzie Waggaman y los protagonistas son Joe Don Baker, Carol Alt y Robert Chapin, entre otros. El filme fue producido por Shapiro-Glickenhaus Entertainment y se estrenó el 30 de marzo de 1994.

## Sinopsis
Alex participa en las pruebas de competición de esgrima, pero termina apartándose, ya que en un enfrentamiento falleció el rival a causa de un accidente. Una noche, un extraño sujeto lo invita a que vaya a un lugar donde se realizan combates de espada, y además la gente hace apuestas.